# Frankamionka
Frankamionka – kolonia w Polsce położona w województwie lubelskim, w powiecie zamojskim, w gminie Miączyn.
W latach 1975–1998 miejscowość administracyjnie należała do województwa zamojskiego.
Kolonia jest sołectwem w gminie Miączyn. Według Narodowego Spisu Powszechnego z roku 2011 kolonia liczyła 69 mieszkańców.
Miejscowość położona na południowo-wschodnim skraju gminy Miączyn, nad rzeką Siniochą, w obrębie Kotliny Hrubieszowskiej.
Wierni Kościoła rzymskokatolickiego należą do parafii Matki Bożej Różańcowej w Zawalowie.
W miejscowości jest przystanek kolejowy Frankamionka.

## Historia
Pierwsza wzmianka o miejscowości pochodzi z 1827 roku, kiedy spis notował ją w powiecie hrubieszowskim i parafii Grabowiec. Frankamionka liczyła wówczas 10 domów i 53 mieszkańców. W 1839 roku na mapie Kwatermistrzowskiej miejscowość zaznaczono jako Majdan Koniuski i należała wówczas do Aleksandra Kruzensterna, dziedzica z Horyszowa i Koniuch. Pod koniec XIX wieku tutejszy folwark wchodził w skład dóbr Horyszów. 
II Wojna Światowa
23 marca 1944 roku ponad stu-osobowa bojówka Ukraińców z sąsiedniej wsi Łotów napadła niespodziewanie na Frankamionkę. Podczas napaści zamordowano 18 mieszkańców i spalono większą część wioski, w tym budynek szkoły. Na pomoc mieszkańcom przyśpieszyli partyzanci z oddziału "Wiklina", którzy odparli Ukraińców zabijając 4 napastników.
Według stanu na dzień 31 grudnia 2004 roku wieś Frankamionka liczyła 88 mieszkańców, natomiast na 31 grudnia 2005 roku 82 mieszkańców. Sołectwo posiada utwardzoną-asfaltowa drogę łączącą wieś z Koniuchami i Hostynnem, gm. Werbkowice. We wsi działa Ochotnicza Straż Pożarna.